# Демократическая Россия (избирательный блок)
Демократическая Россия — избирательный блок, который был создан 20—21 января 1990 перед выборами народных депутатов РСФСР и депутатов региональных и местных Советов РСФСР на конференции 116 кандидатов в народные депутаты России и 50 кандидатов в городские и районные советы Москвы, Ленинграда, Горького, Ярославля, Калининграда, Владимира, Воронежа, Владивостока, Перми, Тейково, Уральского региона, Якутии и Чечено-Ингушетии. Координаторами блока были избраны Гавриил Попов, Сергей Станкевич, Николай Травкин. 
Вошедшие в блок кандидаты выступали с избирательными программами, близкими к позициям Межрегиональной депутатской группы на Съезде народных депутатов СССР. Программа блока предполагала отмену статьи 6 Конституции СССР (о руководящей роли КПСС) и переход к рыночной экономике с сохранением государственного регулирования «под демократическим контролем» и с «мощными механизмами экологической безопасности и социальной защиты». 
На выборах в марте 1990 года кандидаты блока получили большинство в городских советах Москвы, Ленинграда, Рязани, Свердловска и ряда других городов. 
На I Съезде народных депутатов РСФСР в блоке состояло 205 депутатов (около трети от общего числа). При поддержке «Демократической России» на этом съезде председателем Верховного Совета РСФСР был избран Б. Н. Ельцин и была принята Декларация о государственном суверенитете РСФСР. 
20—21 октября 1990 года «Демократическая Россия» оформилась в движение. 
Весной 1991 в блоке «Демократическая Россия» состояло более 400 народных депутатов РСФСР. Блок был переименован в «Блок демократических фракций», в который входила и фракция «Демократическая Россия», уменьшившаяся в 1992 году до 73 депутатов.